# Horn (landvorm)

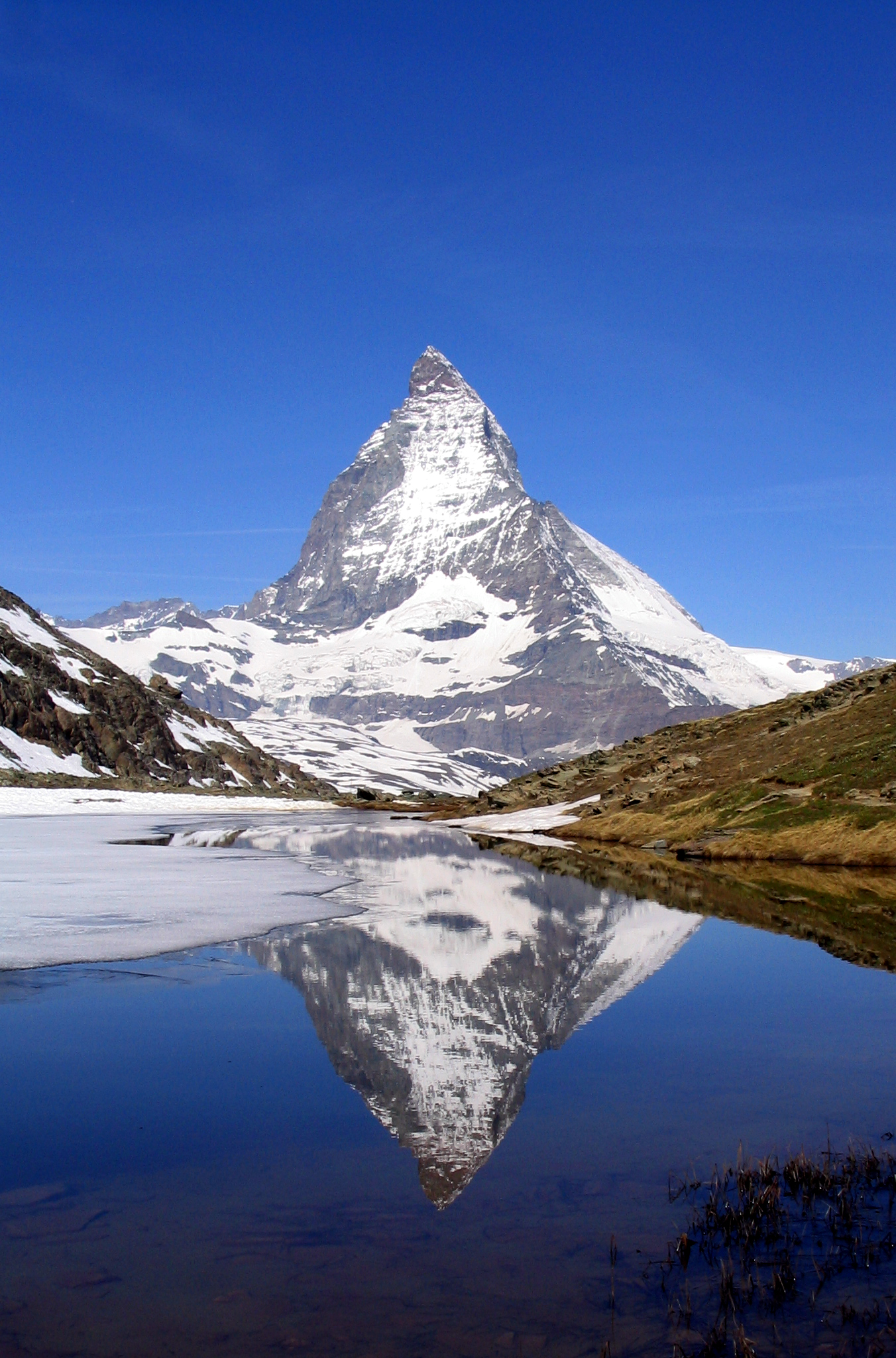
De Matterhorn, een voorbeeld van een horn

Een horn is een spitse bergtop, gevormd door de werking van een gletsjer.

## Vorming
In de accumulatiezone van een gletsjer (waar meer sneeuw valt dan er smelt, meestal hoger op de berg) hoopt sneeuw zich op en transformeert door compressie via firn tot ijs. In dit gebied, een firnbekken of kaar (ook cirque) treedt erosie op. De bodem van het firnbekken zal hierdoor dalen terwijl de randen of arêtes slechts beperkt geërodeerd worden en boven het gebied blijven uitsteken. Wanneer drie of meer firnbekkens naar elkaar toe eroderen, ontstaat een piramidevormige piek of horn bij de samenkomst van deze randen. De Matterhorn in de Alpen is een voorbeeld van zo'n piek.